# Montserrat Cervera Rodon
Montserrat Cervera Rodón (Barcelona, 27 de juliol de 1949) és una activista antimilitarista, feminista catalana implicada en diverses accions i campanyes feministes com el dret a l'avortament.
És llicenciada en Història Contemporània per la Universitat de Barcelona especialitzada en la història oral de les dones.
La seva vida professional ha estat sempre lligada a espais i grups feministes no governamentals, especialment des del 1997 ha treballat el Centre d'Anàlisi i Programes Sanitaris (Caps) especialitzat amb la salut de les dones des d'una perspectiva feminista.

## Trajectòria activista
Va militar en la Lliga Comunista Revolucionària (LCR) durant els anys de lluita antifranquista a través dels moviments universitaris i el sindicat d'estudiants. Va ser empresonada a Madrid durant gairebé tres anys arran de la seva detenció durant la preparació d'una manifestació, motiu pel qual no va poder assistir a les Jornades Catalanes de la Dona de 1976. Va sortir en llibertat el novembre de 1976 i des de llavors es va vincular als moviments feministes i a la lluita per l'alliberament de la dona.
Participà en la en la Xarxa de Dones per la Salut a Catalunya, i formà part del consell assessor de la revista Dones i Salut (MyS). Participa en l'espai feminista de Ca la Dona, en el grup antimilitarista Dones per Dones, en la Xarxa Feminista de Catalunya, i en Novembre Feminista.

### Acampada de dones a Tortosa
L'any 1985, en motiu del 24 de maig, Dia internacional de les Dones per la Pau i el Desarmament, amb l'organització de Dones Antimilitaristes (DOAN) i el suport de molts grups feministes, van organitzar un tren de dones i una acampada de protesta contra els exèrcits i contra la construcció d'una acadèmia militar per a dones a Tortosa. La mobilització va provocar una crisi del govern municipal i el PP passà a l'oposició.
L'any 1987, amb el grup DOAN, va estar en el Campament de dones per la pau de Greenham Common, lloc de referència per a tot el moviment antimilitarista.